# Friedrich Hebbel
Christian Friedrich Hebbel (Wesselburen, Holstein, 18 de marzo de 1813 - Viena, 13 de diciembre de 1863) fue un dramaturgo y poeta alemán.

## Biografía
Nació en Holstein, un territorio de habla alemana gobernado por el rey de Dinamarca, en el seno de una familia de pocos recursos económicos (su padre era un albañil sin fortuna). Quedó huérfano a los catorce años y padeció grandes miserias en la niñez y adolescencia, trabajando como escribiente de una parroquia hasta los veintidós años. De precoz talento poético, consiguió que se publicaran sus versos en la Hamburg Modezeitung mediante el apoyo de Amalie Schoppe (1791-1858), una periodista popular autora de cuentos infantiles a quien se los había enviado. Gracias al apoyo prestado por esta escritora, pudo marchar a estudiar en 1835 a Hamburgo, ciudad en la cual se enamoró de Elise Lensing, con quien tuvo dos hijos y le ayudó a sobrellevar sus raptos de depresión. Un año después acudió a cursar estudios de Derecho y Filosofía en Heidelberg, lo que no pudo llevar a cabo, y luego fue a Múnich, para terminar volviendo a Hamburgo (1839). Allí escribió y estrenó su primera obra en prosa, el drama Judith de 1840, basada en el Libro de Judit del Antiguo Testamento, que en su momento pasó bastante inadvertida, pero le haría famoso. Becado por el rey de Dinamarca Cristián VIII en 1842, al año siguiente se trasladó a París y trabó amistad con el poeta Heinrich Heine. Viajó luego a Italia. Por entonces escribió, dejando al margen su vocación poética, algunas tragedias más, como Genoveva (1843) o María Magdalena, de 1843, piezas de fondo histórico y penetrante tratamiento psicológico y, mucho tiempo después, Gyges und sein Ring ("Giges y su anillo") de 1856, probablemente su trabajo más diestro y delicado.
En 1845 se trasladó a la capital de Austria, Viena, al ser nombrado director del Teatro Dramático, puesto que ocupó durante dieciocho años y, tras casarse en 1846 con la actriz Christine Enghaus, quien encarnó a muchos de sus personajes, logró sus mayores triunfos como autor con piezas como Herodes y Mariamna (1848) o Agnes Bernauer (1852).
Entre sus demás obras quizá la más conocida es su versión de la leyenda germánica de Los Nibelungos, es decir, la trilogía mitológica Die Nibelungen de 1862, que inspiró a Richard Wagner; la trilogía alcanzó un gran éxito en Weimar y le valió el premio Schiller. De manera póstuma se publicó su larga autobiografía, Tagebücher ("Diario", 1886).
Hebbel muere a la edad de 50 años en Viena, el 13 de diciembre de 1863.
La producción teatral de Hebbel se considera precursora del naturalismo y oscila entre el idealismo y el realismo, subrayando la contradicción existente entre los anhelos de liberación personal del individuo y los imperativos de la sociedad; sus héroes trágicos típicos suelen ser víctimas de la razón de Estado.

## Obras
La primera edición histórico-crítica de sus Obras completas en 12 vols., a cargo de Richard Maria Werner, se imprimió en Berlín por Behr entre 1901-1903. 

### Tragedias
- Judith (1840)
- Genoveva (1843)
- María Magdalena (1843)
- Herodes y Mariamna (1849)
- Michelangelo (1850)
- Julia (1851)
- Inés Bernauer (1852)
- Giges y su anillo (1856)
- Los Nibelungos (1862), trilogía (Siegfried, Siegfrieds Tod y Kriemhilds Rache)
- Demetrius (1864)

### Comedias
- Una tragedia en Sicilia (1845)
- El diamante (1847)
- El rubí (1850)

### Lírica
- Madre e hijo (1859)

### Traducciones al español
- Herodes y Mariane, Traducción de Ramón M. Tenreiro. Editorial Espasa Calpe, Madrid, 1923.
- Judith, Prólogo y traducción de Ricardo Baeza. Emecé Editores, Buenos Aires, 1944.
- Los Nibelungos, Traducción de Ramón M. Tenreiro. Espasa Calpe, Colección Austral, Buenos Aires, 1946.
- Gyges y su anillo, Prólogo y traducción de Ilse M. de Brugger, Ediciones Culturales Argentinas, Buenos Aires, 1965.
- María Magdalena - Agnes Bernauer, Prólogo y traducción de Ilse M. de Brugger, Centro Editor de América Latina, Buenos Aires, 1968.